# Volker Mahnert
Volker Mahnert (Innsbruck, 3 de diciembre de 1943-23 de noviembre de 2018) (abreviado Mahnert) fue un aracnólogo, entomólogo e ictiólogo austríaco y suizo.
Se graduó en las universidades de Innsbruck y Viena. Fue director de la Revista Suiza de Zoología desde 1989 hasta 2005, cuando asumió la dirección del Museo de Historia Natural de Ginebra. También fue profesor asociado de la Universidad de Ginebra.
Se especializó en pseudoescorpiones, pero también estudió Siphonaptera y peces Characiformes.

## Honores

### Eponimia
- Acanthocreagris mahnerti Dumitresco & Orghidan, 1986
- Acritus mahnerti Gomy, 1981
- Akyttara mahnerti Jocqué, 1987
- Allolobophora handlirschi mahnerti Zicsi, 1973
- Allochernes mahnerti Georgescu & Căpuse, 1996
- Americhernes mahnerti Harvey, 1990
- Apimela mahnerti Pace, 1996
- Aporrectodea mahnerti Zicsi, 1973
- Atheta mahnerti Pace, 1995
- Ausobskya mahnerti Silhavý, 1976
- Bothriechis mahnerti Schätti & Kramer, 1991
- Camillina mahnerti Platnick & Murphy, 1987
- Catharosoma mahnerti Golovatch, 2005
- Centruroides mahnerti Lourenço, 1983
- Chactas mahnerti Lourenço, 1995
- Chthonius (Ephippiochthonius) mahnerti Zaragoza, 1984
- Ctenobelba mahnerti Mahunka, 1974
- Cypha mahnerti Pace, 1994
- Delamarea mahnerti Leleup, 1983
- Dendrobaena mahnerti Zicsi, 1974
- Dolicheremaeus mahnerti Mahunka & Mahunka-Papp, 2009
- Drusilla mahnerti Pace, 1996
- Edaphus mahnerti Puthz, 1990
- Elgonidium mahnerti Bonadona, 1978
- Embuana mahnerti Heiss & Baňař, 2016
- Epipleuria mahnerti Fuersch, 2001
- Glossodrilus mahnerti Zicsi, 1989
- Guaraniella mahnerti Baert, 1984
- Gyrophaena mahnerti Pace, 1994
- Helladocampa mahnerti Condé, 1984
- Hemigrammus mahnerti Uj & Géry, 1989
- Holoparasitus mahnerti Juvara-Bals, 2008
- Leleupiozethus mahnerti Coulon, 1979
- Magellozetes mahnerti Mahunka, 1984
- Mahnertella Mahunka,1997
- Mahnertius Harvey & Muchmore, 2013
- Mahnertozetes Mahunka & Mahunka-Papp, 2009
- Megarthrus mahnerti Cuccodoro & Löbl, 1995
- Metanapis mahnerti Brignoli, 1981
- Metopioxys mahnerti Comellini, 1983
- Microdipnites mahnerti Garetto & Giachino, 1999
- Microplana mahnerti Minelli, 1977
- Neobisium mahnerti Heurtault, 1980
- Occidenchthonius mahnerti Zaragoza, 2017
- Oedichirus mahnerti de Rougemont, 2018
- Oonops mahnerti Brignoli, 1974
- Origmatrachys mahnerti Kontschán, 2020
- Paracoryza mahnerti Balkenohl, 2000
- Paratemnus mahnerti Sivaraman, 1981
- Paratricommatus mahnerti Soares & Soares, 1985
- Proteocephalus mahnerti de Chambrier & Vaucher, 1999
- Ptychadena mahnerti Perret, 1996
- Roncus mahnerti Ćurčić & Beron, 1981
- Scaphoxium mahnerti Löbl, 2010
- Scheloribates mahnerti Mahunka & Mahunka-Papp, 2008
- Schistura mahnerti Kottelat, 1990
- Scutacarus mahnerti Mahunka, 1972
- Spelaeobochica mahnerti Viana & Ferreira, 2020
- Sprentascaris mahnerti Petter & Cassone, 1984
- Stenohya mahnerti Schawaller, 1994
- Trichouropoda mahnerti Kontschán, 2015
- Zodarion mahnerti Brignoli, 1984
- Zyras mahnerti Pace, 1996

- También el mineral Mahnertita.

## Algunos taxones descritos
- Allochernes longepilosus Mahnert, 1997
- Allochernes maroccanus Mahnert, 1976
- Apocheiridium cavicola Mahnert, 1993
- Beierochelifer Mahnert, 1977
- Bisetocreagris juanxuae Mahnert & Li, 2016
- Caecatemnus Mahnert, 1985
- Caecatemnus setosipygus Mahnert, 1985
- Caffrowithius bergeri (Mahnert, 1978)
- Catatemnus exiguus Mahnert, 1978
- Ceratochernes Mahnert, 1994
- Chthonius apollinis Mahnert, 1978
- Chthonius herbarii Mahnert, 1980
- Chthonius hungaricus Mahnert, 1981
- Chthonius maltensis Mahnert, 1975
- Cyclatemnus brevidigitatus Mahnert, 1978
- Dactylochelifer arabicus Mahnert, 1991
- Dactylochelifer besucheti Mahnert, 1978
- Dactylochelifer vtorovi Mahnert, 1977
- Elattogarypus cicatricosus Mahnert, 2007
- Elattogarypus somalicus Mahnert, 1984
- Garypus darsahensis Mahnert, 2007
- Geogarypus quadrimaculatus Mahnert, 2007
- Hyphessobrycon guarani Mahnert & Géry, 1987
- Hyphessobrycon procerus Mahnert & Géry, 1987
- Lagynochthonius insulanus Mahnert, 2007
- Phymatochernes Mahnert, 1979
- Phymatochernes crassimanus Mahnert, 1979
- Pseudorhacochelifer canariensis Mahnert, 1997
- Pseudorhacochelifer spiniger (Mahnert, 1978)
- Serianus sahariensis Mahnert, 1988
- Spelaeobochica Mahnert, 2001
- Spelaeochernes Mahnert, 2001
- Spelaeochernes altamirae Mahnert, 2001
- Spelaeochernes armatus Mahnert, 2001
- Spelaeochernes bahiensis Mahnert, 2001
- Spelaeochernes pedroi Mahnert, 2001
- Tyrannochthonius gomyi Mahnert, 1975
- Tyrannochthonius mahunkai Mahnert, 1978
- Zaona cavicola Mahnert, 2001

## Abreviatura (zoología)
La abreviatura Mahnert  se emplea para indicar a Volker Mahnert como autoridad en la descripción y taxonomía en zoología.